# Magdalena Ruiz Guiñazú
Magdalena Ruiz Guiñazú (Buenos Aires, 15 febbraio 1935 – Buenos Aires, 6 settembre 2022) è stata una giornalista e scrittrice argentina.
Lavorò nella Commissione nazionale della scomparsa di persone. Ricevette molti premi Martín Fierro come il Premio d'oro Martín Fierro nel 1993.

## Biografia
Negli anni 1976, 1977 e 1978 lavorò nel cosiddetto Canale 11, controllato dall'esercito. Fu una delle 16 giornaliste donne a ottenere un premio dal Ministro degli Interni, il generale Albano Harguindeguy, nell'agosto del 1980.
Durante gli anni '80 assunse un atteggiamento di difesa dei diritti umani da diversi organismi. Col suo programma radiofonico fu la prima a dare voce alle madri di Plaza de Mayo durante il governo della dittatura. Durante la sua carriera dimostrò contro la violenza di qualsiasi segno, con una concezione pluralistica del giornalismo che si adatta a tutte le voci e tutte le posizioni.
Durante la democrazia, il presidente Raúl Alfonsín la nominò membro attivo della Commissione nazionale per la scomparsa di persone (CONADEP). Venne evidenziato il lavoro della Ruiz Guiñazú nell'indagine della Commissione.

## Onorificenze e premi
- 1974, Premio Santa Clara de Asís.
- 1977, Premio Santa Clara de Asís.
- 1977, Premio San Gabriel.
- 1980, Ordine al Merito della Polonia per l sua copertura della visita di Papa Giovanni Paolo II in Polonia.
- 1983, «Donna dell'anno» eletta con voto popolare.
- 1984, Ordine al Merito della Francia per la difesa dei diritti umani.
- 1984, Ordine al Merito dell'Italia per la difesa dei diritti umani e della libertà di stampa.
- 1987, Premios Konex: Certificato di Merito.[3]
- 1987, Premio Martín Fierro.
- 1988, Premio Martín Fierro.
- 1989, Premio Martín Fierro.
- 1990, Premio Martín Fierro.
- 1991, Premio Martín Fierro.
- 1991, Premio Konex de Platino a la mejor Conductora.
- 1992, Broadcasting Award.
- 1992, Premio Prensario.
- 1992, Premio Martín Fierro.
- 1993, Prensario Award.
- 1993, Premio Martín Fierro.
- 1993, Gold Martín Fierro Award.
- 1994, Broadcasting Award.
- 1994, Legion d'onore, Francia, assegnato il grado di ufficiale per la sua difesa dei diritti umani e della libertà di stampa.
- 1996, Platinum Broadcasting Award per il giornalismo.
- 1997, premio per il miglior notiziario.
- 1997, Distinzione onoraria dall'Harvard University e dal David Rockefeller Center per gli Studi Latino Americani.
- 1997, Premios Konex: Certificato di Merito.[4]
- 2002, Premio Martín Fierro per la miglior opera giornalistica.[5][6]
- 2003, Premio Martín Fierro.
- 2003, Grand Prize for Life Path, "Premio alla carriera dell'International Women's Media Foundation".[7]
- 2007, Premios Konex Platino e Diamante.[8]
- 2007, Radiofónica Activity Award ETHER per la miglior conduzione femminile
- 2008, Premio Martín Fierro Il miglior lavoro quotidiano in Magdalene Drive per Radio Continental.
- 2008, Premio Martín Fierro.[9]
- 2013, Premio Martín Fierro per il lavoro giornalistico femminile.[10][11][12]
- 2013,  rand Prize for Press Freedom per la sua eccellenza giornalistica 2013.[13][14]